# Vandtårn
Et vandtårn er en vandbeholder, hvori vandet opbevares så højt, at det skaber tryk i et vandforsyningssystem. Arkitektonisk varierer de efter den periode, de er blevet opført i. Flere ældre vandtårne er indrettet til andre formål, og mange vandtårne er fredede. Deres opgave er i et stort omfang overtaget af centrale pumpesystemer.

## Fysikken bag vandtårne
Et vandtårn udnytter tyngdekraften til at lagre mekanisk potentiel energi. Et vandsystem, der sender vand i vandhaner, skal have så højt tryk, at vandet kan bevæge sig flere kilometer fra vandværket og op i etageejendomme. Trykket opnås nu med pumper. I slutningen af 1800-tallet og i første halvdel af 1900-tallet, hvor mange eksisterende vandtårne er fra, pumpedes vandet fra vandværker op i vandtårne med deres egne pumper. (Se illustration.) Når vandet bliver pumpet op i tårnet, bliver den kinetiske energi omdannet til potentiel energi, og den potentielle energi koster ikke penge at bevare, modsat det vand, der ikke udnytter et vandtårns højde til at bevare trykket. Derfor behøver vandtårnets pumpe kun at være aktiv, når vandstanden er lav.
Mindre vandtårne er meget fordelagtige, hvis der er langt til vandværket. Et manuelt påfyldt vandtårn til brusebad er et godt projekt i en spejderlejr.

## Galleri
- Esbjerg Vandtårn opført i historicistisk stil i 1896-97
- Svanekes vandtårn er tegnet af Jørn Utzon og inspireret af et sømærke
- Brønderslev vandtårn
- Vandtårn i Hasle ved Århus
- Løkken Vandtårn (de)
- St-Christophe, Frankrig